# Rătăcire (film din 1975)
Rătăcire (în poloneză Bilans kwartalny, în traducere „Bilanț trimestrial”) este un film dramatic polonez din 1975, regizat de Krzysztof Zanussi după propriul scenariu. A concurat în iulie 1975 la ediția a XXV-a a Festivalului Internațional de Film de la Berlin, unde a câștigat premiul OCIC.

## Rezumat
Marta Siemińska, o femeie în vârstă de aproape 40 de ani, care lucrează în cadrul departamentului de contabilitate al unei uzine, duce o viață monotonă atât la serviciu, cât și acasă, alături de soțul ei, Janek, și de fiul lor, Piotruś. Plictiseala cauzată de activitățile repetitive de la locul de muncă își pune amprenta asupra căsniciei sale, diminuând bucuria contactelor cu membrii familiei sale și creându-i o stare de nemulțumire. Marta reușește să depășească parțial aceste nemulțumiri prin activitatea desfășurată în comitetul de întreprindere al uzinei și prin amestecul grijuliu în rezolvarea problemelor altor colegi. În cursul efectuării bilanțului trimestrial se descoperă fraude grave în departamentul de contabilitate în care lucrează Marta. Este declanșată o anchetă internă, care o indică pe Róża, șefa departamentului, ca persoana vinovată. Încercarea Martei de a veni în ajutorul șefei sale este zadarnică.
La scurt timp după aceea, Marta se întâlnește întâmplător cu un vechi prieten de facultate, Jacek, pe care nu-l mai văzuse de multă vreme, iar această întâlnire îi aduce în minte amintiri și o determină să facă un bilanț similar al căsniciei ei. Femeia compară monotonia și calmul soțului ei, Janek, cu lipsa de griji și spontaneitatea vechiului ei prieten, Jacek, și înțelege că-și dorește să scape de viața ei banală. Relația reînnoită cu Jacek se transformă curând într-o poveste de dragoste. Marta se distanțează tot mai mult de propria familie și începe să se gândească să înceapă o nouă viață.

## Distribuție
- Maja Komorowska⁠(d) — Marta Siemińska
- Piotr Fronczewski⁠(d) — Janek, soțul Martei
- Marek Piwowski — Jacek, un vechi prieten al Martei din perioada studiilor universitare
- Zofia Mrozowska⁠(d) — mama lui Janek
- Halina Mikolajska — Róża, șefa Departamentului Contabilitate în care lucrează Marta
- Mariusz Dmochowski — directorul uzinei
- Barbara Wrzesinska — Ewa, prietenă din America
- Chip Taylor⁠(d) — James, logodnicul Ewei
- Eugenia Herman — Zofia, colega Martei de la Departamentul Contabilitate
- Elżbieta Karkoszka — Maria, colega Martei de la Departamentul Contabilitate
- Celina Mencner — Halina, colega Martei de la Departamentul Contabilitate
- Krzysztof Machowski — colegul lui Jacek
- Małgorzata Pritulak⁠(d) — Anna, colega Martei de la Departamentul Contabilitate
- Danuta Rinn⁠(d) — colega Martei de la Departamentul Contabilitate
- Kazimiera Utrata-Lusztig — colega Martei de la Departamentul Contabilitate (menționată Kazimiera Utrata)
- Stefan Szmidt — angajatul Serviciului Salmantont (GOPR⁠(d))
- Dariusz Adamczuk⁠(d)
- Marian Friedmann
- Józef Fryźlewicz — directorul adjunct al uzinei
- Antonina Girycz⁠(d) — colega Martei
- Zbigniew Jankowski⁠(d)
- Krystyna Kołodziejczyk — secretarul directorului
- Marcin Mroszczak
- Leszek Mystkowski
- Irena Oberska
- Joanna Poraska
- Alina Rostkowska
- Jan Sieradziński
- Tadeusz Somogi — membru al conducerii fabricii
- Andrzej Szenajch — colegul lui Jacek
- Józef Wieczorek⁠(d)
- Anna Jaraczówna (nemenționată)
- Marek Kępiński — tatăl copilului de la școală (nemenționat)
- Lucyna Winnicka — femeie de la coadă (nemenționată)

## Producție
Rătăcire a fost realizat de compania Studio Filmowe „Tor”⁠(pl)[traduceți]. Filmările au avut loc în anul 1974.

## Recepție critică
Criticul american Roger Ebert a dat filmului patru stele din patru și a scris următoarele: „Iată un film care are atât de multe de spus despre o anumită femeie și le spune atât de elocvent, încât nimeni de la Bergman încoace nu a văzut mai clar un personaj feminin. Filmul este «Rătăcire» al lui Krzysztof Zanussi, care era deja cel mai bun regizor al Poloniei și pătrunde acum în rândul marilor maeștri.”.

## Premii
Filmul a fost distins cu mai multe premii:
- Premiul pentru cea mai bună actriță la Festivalul Filmului Polonez de la Gdańsk (1975) pentru Maja Komorowska⁠(d);
- Premiul pentru cea mai bună muzică la Festivalul Filmului Polonez de la Gdańsk (1975) pentru Wojciech Kilar⁠(d);
- Premiul Oficiului Catolic Internațional al Filmului (Office Catholique Internationale du Cinéma, OCIC) la Festivalul Internațional de Film de la Berlin (1975);
- Premiul „Camera de Aur” (Złota Kamera) pentru cel mai bun film cu subiect contemporan al anului 1975, decernat de revista Film în anul 1976.[3]